# Tobias Schorr
Tobias Schorr ist ein deutscher Wirtschaftsjournalist.
Er schrieb ab 2002 für die bundesweit erscheinende Tageszeitung Die Welt, insbesondere über Finanz- und Wirtschaftsthemen wie Sparen oder Fonds.
Ab Sommer 2006 war er Teil der Redaktion von Markt und Mittelstand, wo er insbesondere in der Rubrik Macher schrieb, u. a. über Bionade, Herma, Bettina Würth und Koziol.
Anschließend war er ab Herbst 2007 bei Gruner + Jahr im Ressort Geld bzw. in der Redaktion von Börse Online.
Im April 2013 übernahm er von Markus Hofelich die Position als Chefredakteur des Mittelstandsmagazins Unternehmeredition. Im Rahmen dieser Tätigkeit war er u. a. in den Jahren 2014 und 2015 Jury-Mitglied bei dem Wettbewerb „Schüler im Chefsessel“ des Wirtschaftsverbands „Die jungen Unternehmer“.
Im Februar 2018 wechselte er zum Finanzen Verlag in München. Dort ist er seitdem als Leitender Redakteur tätig.